# جوناثان كلاي (موسيقي)
جوناثان كلاي (بالإنجليزية: Jonathan Clay)‏ هو موسيقي ومغن مؤلف أمريكي، ولد في 3 أبريل 1985 في هيوستن في الولايات المتحدة.

## روابط خارجية
- جوناثان كلاي على موقع ميوزك برينز (الإنجليزية)
- جوناثان كلاي على موقع أول ميوزيك (الإنجليزية)
- جوناثان كلاي على موقع ديسكوغز (الإنجليزية)